# Colonia el Paraíso, Zacatepec
Colonia el Paraíso är en ort i Mexiko.   Den ligger i kommunen Zacatepec och delstaten Morelos, i den sydöstra delen av landet, 80 km söder om huvudstaden Mexico City. Colonia el Paraíso ligger 936 meter över havet och antalet invånare är 257.
Terrängen runt Colonia el Paraíso är kuperad österut, men västerut är den platt. Runt Colonia el Paraíso är det tätbefolkat, med 591 invånare per kvadratkilometer. Närmaste större samhälle är Temixco, 19,6 km norr om Colonia el Paraíso. Omgivningarna runt Colonia el Paraíso är en mosaik av jordbruksmark och naturlig växtlighet.